# Bisdom Atrecht
Het bisdom Atrecht of bisdom Arras (officieel le diocèse d'Arras-Boulogne-Saint-Omer) is een katholiek bisdom in het noorden van Frankrijk.
Het bisdom bestond een eerste maal in de 6e eeuw. Omstreeks het jaar 500 benoemde Remigius van Reims een hulpbisschop voor de valleien van de Boven-Schelde, de Scarpe en de Hene. Vanuit het bisdom bereikte de kerstening spoedig ook de Boven-Samber rond Bavay. Daarom besloot bisschop Vedulfus zijn residentie te verplaatsen naar Cambrai, waardoor het bisdom Atrecht vervangen werd door het bisdom Kamerijk.
Door een bul van paus Urbanus II (23 maart 1094) kreeg Atrecht opnieuw een eigen bisschop. Hierdoor verloor Kamerijk de aartsdekenaten Atrecht (met Béthune, Lens en Bapaume) en Oosterbant (met Douai, Marchiennes en Bouchain). De kathedraal van Atrecht ontwikkelde zich rond de abdij van Sint-Vaast.
Het Concordaat van 1801 voegde Boulogne en Sint-Omaars bij Atrecht, zodat Atrecht overeenkwam met het departement Pas-de-Calais. Overeenkomstig werd de officiële benaming in 1853 uitgebreid tot le diocèse d'Arras-Boulogne-Saint-Omer, in het Latijn dioecesis Atrebatensis-Bononiena-Audomarensis.
Sinds de stichting door Remigius van Reims viel het bisdom Atrecht onder het aartsbisdom Reims. De bul Super universas (1559) plaatste het bisdom onder het aartsbisdom Kamerijk. Sinds 2008 fungeert het aartsbisdom Rijsel als "metropolitaan aartsbisdom" boven Atrecht en Kamerijk.

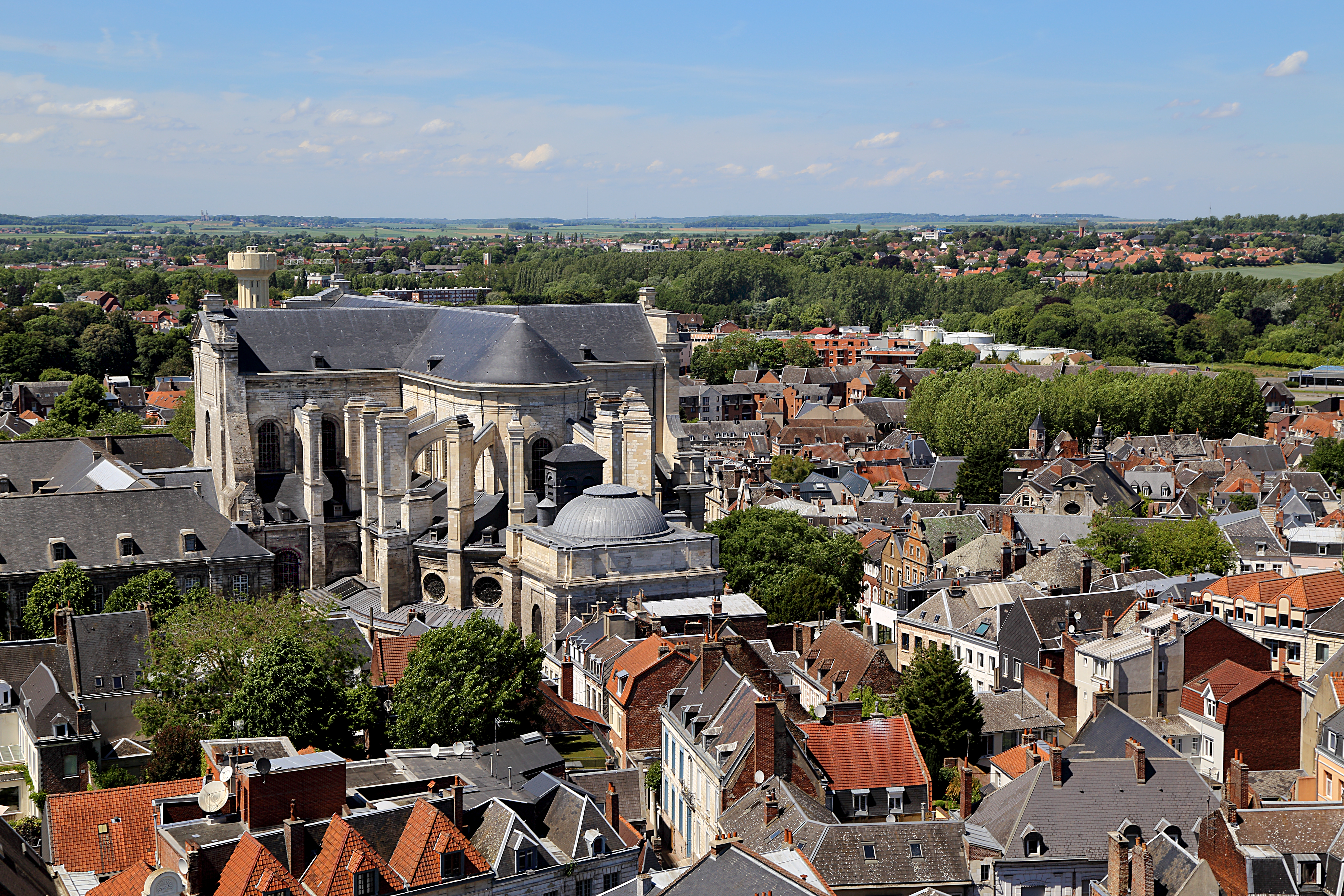
De kathedraal van Atrecht
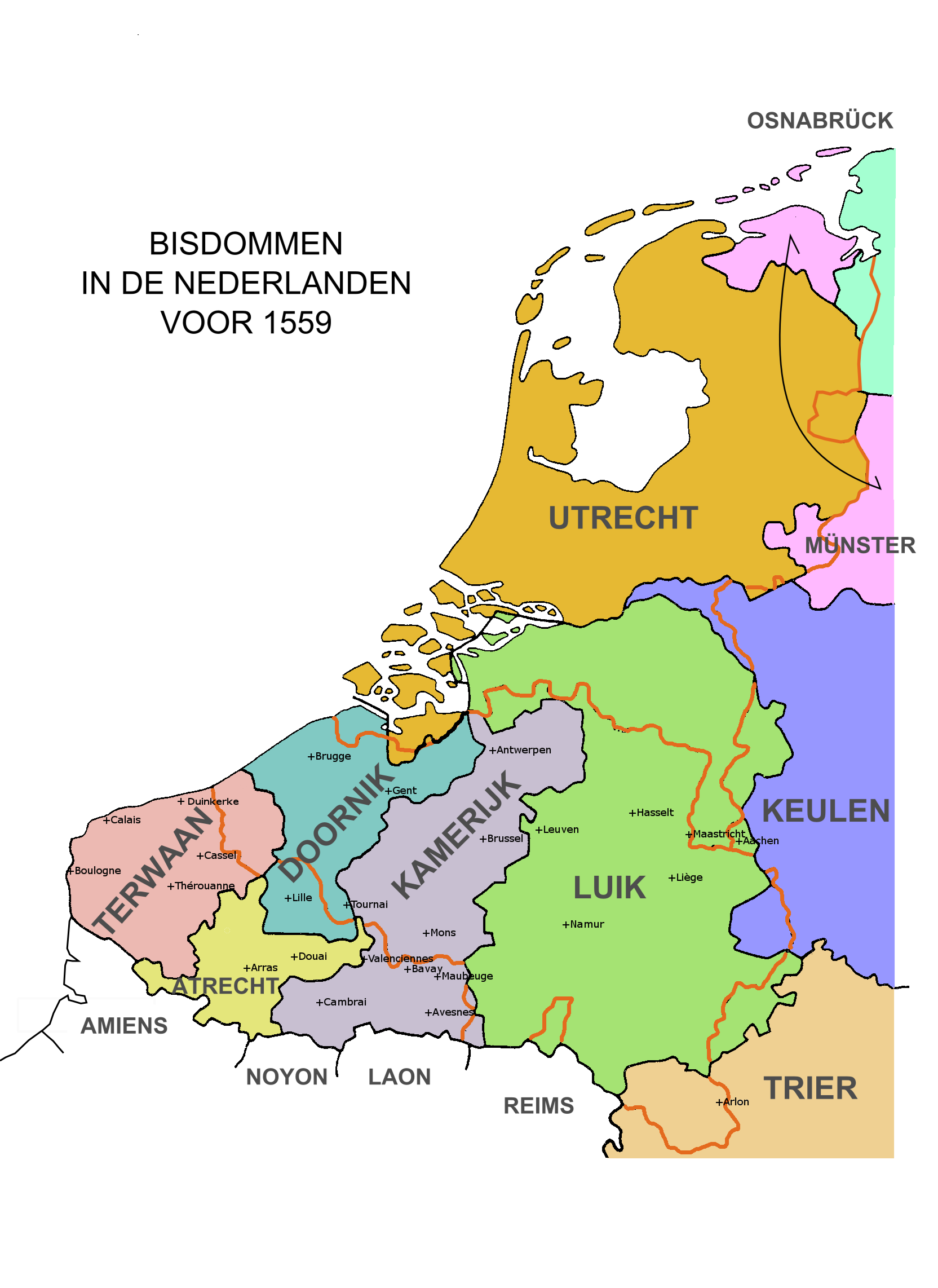
Bisdommen in de Nederlanden, met Atrecht in zijn omvang van 1094 tot 1801
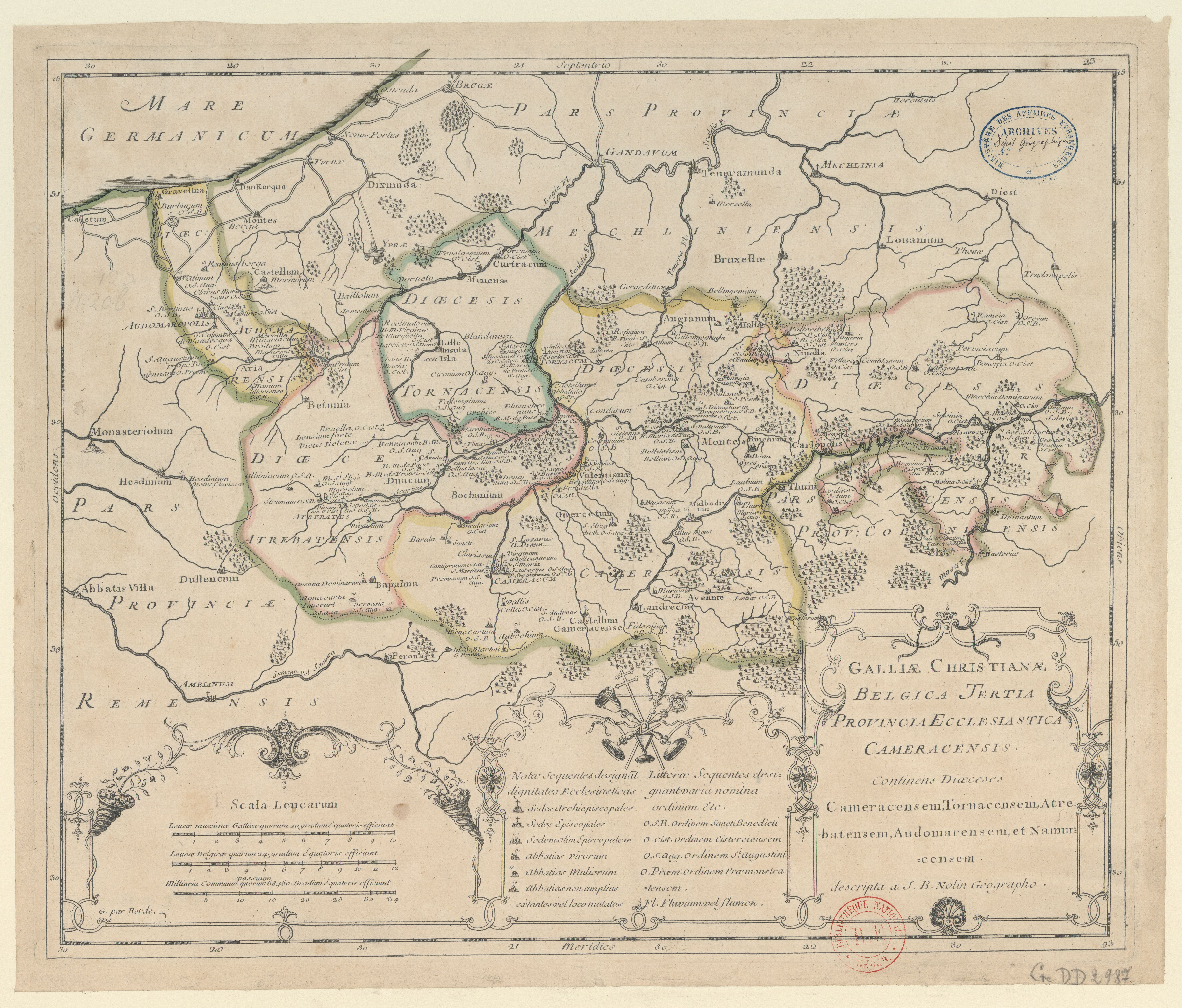
Atrecht en de omliggende bisdommen omstreeks 1700
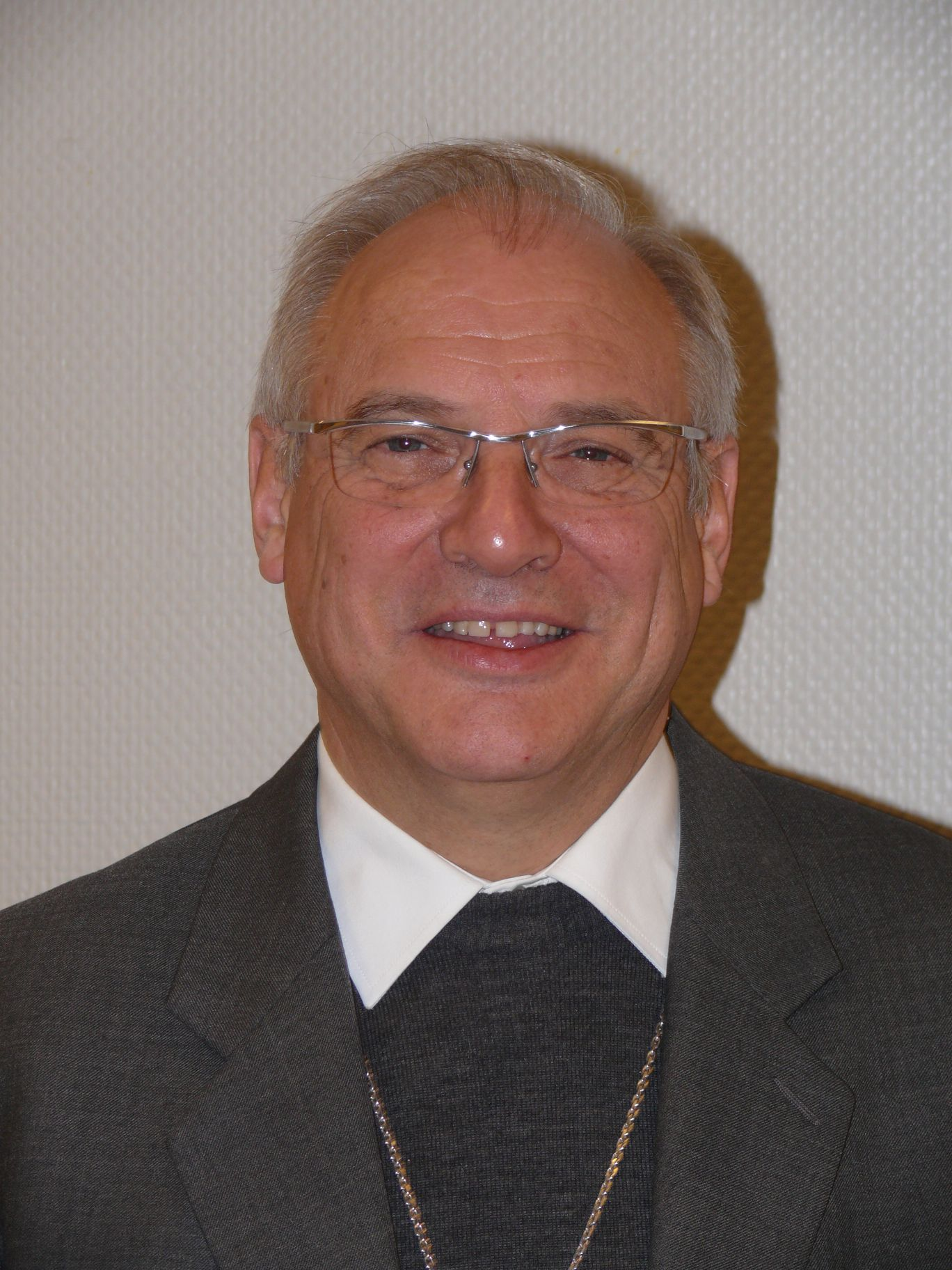
De huidige bisschop, Jean-Paul Jaeger

## Bisschoppen
- Zie de lijst van bisschoppen van Atrecht